# Unidad de Igualdad (España)
Una Unidad de Igualdad es un órgano de la Administración General del Estado que tiene como objetivo lograr la igualdad efectiva entre hombres y mujeres dentro de la Administración. No es un órgano independiente, pues sus funciones son asumidas por un órgano directivo preexistente de la Subsecretaría del Ministerio. Asimismo, estas unidades pueden existir en cualquier organismo adscrito o vinculado a la Administración. Se crearon en 2007 por mandato de la Ley Orgánica para la Igualdad Efectiva de Mujeres y Hombres.
El personal y medios de estas unidades es dispuesto por cada Departamento y al frente de cada una de estas unidades hay un funcionario de carrera, con experiencia en materia de igualdad entre mujeres y hombres y que se encarga específicamente de la Unidad. El resto del personal de la unidad es formado por la Dirección General de la Función Pública, el Instituto Nacional de Administración Pública, el Instituto de las Mujeres y la Delegación del Gobierno para la Violencia de Género.

## Funciones
Con carácter general, estas unidades de igualdad recaban información estadística elaborada por los órganos del Ministerio y asesoran a los mismos en relación con su elaboración; elaboran estudios con la finalidad de promover la igualdad entre mujeres y hombres en las áreas de actividad del Departamento al que pertenecen; asesoran a los órganos competentes de su Departamento en la elaboración del informe sobre impacto por razón de género; fomentan el conocimiento por el personal de su Departamento del alcance y significado del principio de igualdad mediante la formulación de propuestas de acciones formativas, y velan por el cumplimiento de la Ley Orgánica y por la aplicación efectiva del principio de igualdad.
En relación con las funciones mencionadas, el Real Decreto por el que se regulan las Unidades de Igualdad de la Administración General del Estado le otorga siete funciones concretas:
1. Asesorar y proponer, en sus respectivos ámbitos, las actuaciones o iniciativas, incluidas las formativas, que favorezcan la aplicación del principio de igualdad de oportunidades entre mujeres y hombres.
2. Asesorar y coordinar la elaboración, seguimiento y evaluación de los Planes de Igualdad entre mujeres y hombres de la Administración General del Estado en sus respectivos departamentos ministeriales, así como participar en la Comisión Técnica de Igualdad de Oportunidades y Trato de Mujeres y Hombres de la Mesa General de Negociación de la Administración General del Estado y en sus grupos de trabajo.
3. Elaborar los diagnósticos, propuestas e informes que sean necesarios y que deriven de los acuerdos adoptados por la Comisión Técnica de Igualdad, que fueran requeridos por la Dirección General de la Función Pública.
4. Coordinar la recopilación de información para la elaboración, seguimiento y evaluación de los planes directivos o estratégicos de igualdad en su respectivo departamento ministerial.
5. Recabar la información sobre la implementación del protocolo frente al acoso sexual y al acoso por razón de sexo en sus respectivos departamentos ministeriales, así como desarrollar las actuaciones que se les asignen en dicho protocolo.
6. Realizar otras funciones de asesoramiento, informe y seguimiento que le sean asignadas en relación con el principio de igualdad de trato y de oportunidades en general.
7. Realizar un informe anual sobre las políticas públicas de igualdad llevadas a cabo por su departamento ministerial y así como sobre las actuaciones desarrolladas por la Unidad.

## Coordinación
Las unidades de igualdad son coordinas por la Comisión Interministerial de Igualdad entre mujeres y hombres, la Secretaría de Estado de Igualdad y la Dirección General de la Función Pública para desarrollar unas funciones homogéneas y facilitar el intercambio de información.

## Unidades actuales
Todas las unidades de igualdad dependen, directamente o a través de sus órganos directivos, de las subsecretarías de los Departamentos ministeriales.
| Unidad de Igualdad                                                                       | Órgano directivo superior                                        | Departamento                                                                  |
| ---------------------------------------------------------------------------------------- | ---------------------------------------------------------------- | ----------------------------------------------------------------------------- |
| Vicesecretaría General Técnica                                                           | Secretaría General Técnica                                       | Ministerio de Agricultura, Pesca y Alimentación                               |
| Subsecretaría de Asuntos Exteriores, Unión Europea y Cooperación                         | Subsecretaría de Asuntos Exteriores, Unión Europea y Cooperación | Asuntos Exteriores, Unión Europea y Cooperación                               |
| Subsecretaría de Ciencia e Innovación                                                    | Subsecretaría de Ciencia e Innovación                            | Ministerio de Ciencia e Innovación                                            |
| Gabinete Técnico                                                                         | Subsecretaría                                                    | Ministerio de Cultura y Deporte                                               |
| Subdirección General de Personal Civil                                                   | Dirección General de Personal                                    | Ministerio de Defensa                                                         |
| División de Igualdad y Apoyo Social al Personal                                          | Dirección General de Personal                                    | Ministerio de Defensa                                                         |
| Inspección de Servicios                                                                  | Subsecretaría                                                    | Ministerio de Asuntos Económicos y Transformación Digital                     |
| Inspección General de Servicios                                                          | Subsecretaría                                                    | Ministerio de Educación y Formación Profesional                               |
| Subdirección General de Recursos Humanos                                                 | Dirección General de Organización e Inspección                   | Ministerio de Transportes, Movilidad y Agenda Urbana                          |
| Inspecciones de los Servicios                                                            | Inspección General de Hacienda                                   | Ministerio de Hacienda                                                        |
| Subdirección General de la Inspección General de Servicios y Relación con los Ciudadanos | Subsecretaría                                                    | Ministerio de Industria, Comercio y Turismo                                   |
| Secretaría General Técnica                                                               | Secretaría General Técnica                                       | Ministerio del Interior                                                       |
| Subsecretaría de Justicia                                                                | Subsecretaría de Justicia                                        | Ministerio de Justicia                                                        |
| Subdirección General de Recursos Humanos e Inspección de Servicios                       | Subsecretaría                                                    | Ministerio de Política Territorial y Función Pública                          |
| Gabinete Técnico                                                                         | Subsecretaría                                                    | Ministerio de la Presidencia, Relaciones con las Cortes y Memoria Democrática |
| Gabinete Técnico                                                                         | Subsecretaría                                                    | Ministerio de Sanidad                                                         |
| Gabinete Técnico                                                                         | Subsecretaría                                                    | Ministerio de Trabajo y Economía Social                                       |
| Subsecretaría para la Transición Ecológica y el Reto Demográfico                         | Subsecretaría para la Transición Ecológica y el Reto Demográfico | Ministerio para la Transición Ecológica y el Reto Demográfico                 |
| Gabinete Técnico                                                                         | Subsecretaría                                                    | Ministerio de Derechos Sociales y Agenda 2030                                 |
| Subdirección General de Recursos Humanos e Inspección de Servicios                       | Subsecretaría                                                    | Ministerio de Inclusión, Seguridad Social y Migraciones                       |
| Subdirección General de Recursos Humanos e Inspección de Servicios                       | Subsecretaría                                                    | Ministerio de Igualdad                                                        |
| Subdirección General de Personal, Inspección de Servicios y Coordinación                 | Subsecretaría                                                    | Ministerio de Consumo                                                         |
| Subdirección General de Personal e Inspección de Servicios                               | Subsecretaría                                                    | Ministerio de Universidades                                                   |